# Sint-Monulphus en Gondulphuskerk (Rotem)

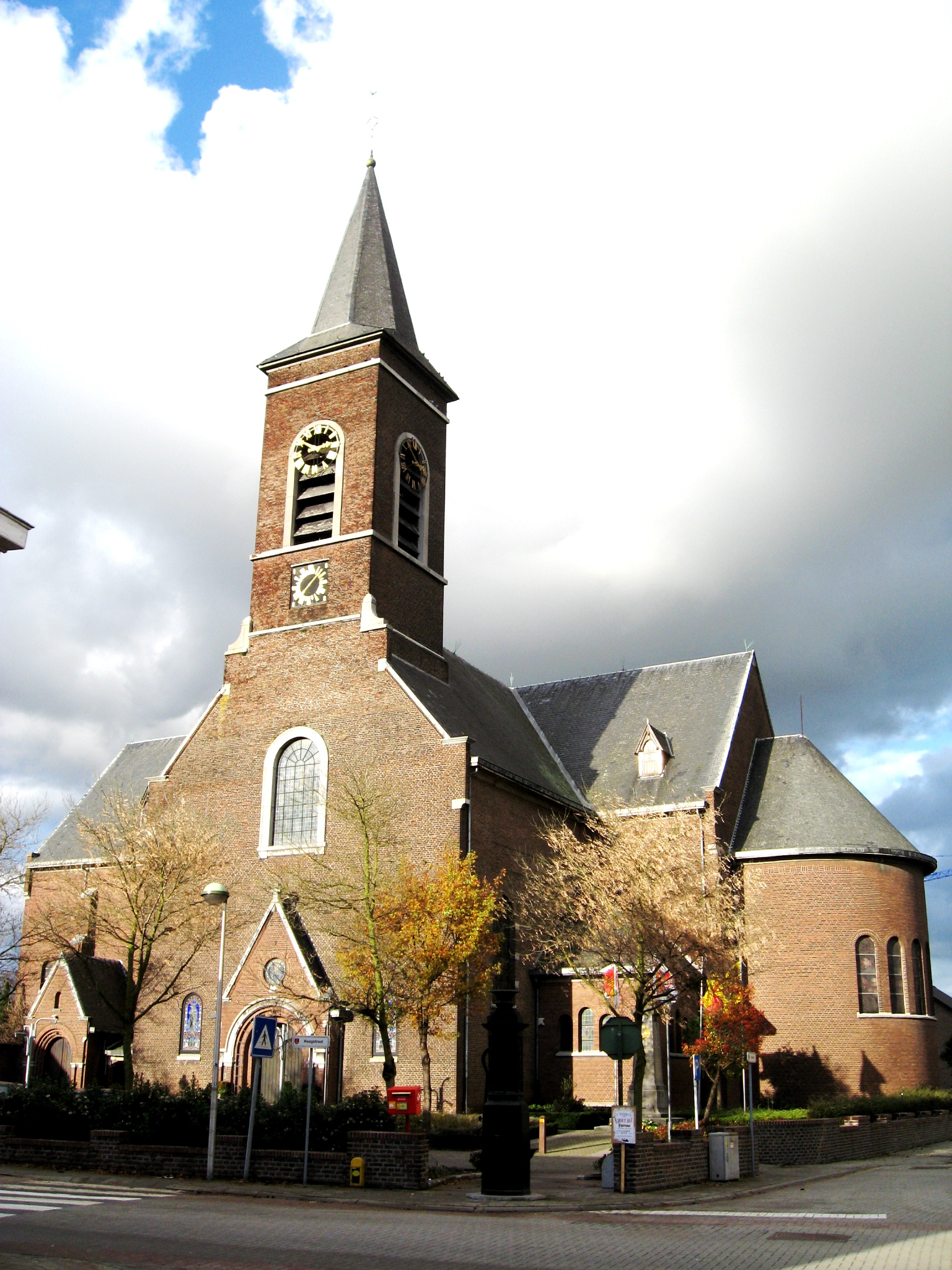
Sint-Monulphus en Gondulphuskerk

De Sint-Monulphus en Gondulphuskerk is de parochiekerk van Rotem, die zich bevindt aan de Haagstraat.
Rotem werd voor het eerst in 1202 als parochie vermeld. De uit Maaskeien gebouwde kerk lag verder naar het oosten, in de richting van de Maas, dan de huidige kerk.
De huidige kerk werd als Waterstaatskerk gebouwd van 1834-1836 in neoclassicistische stijl. De kerk werd van 1937-1939 ingrijpend vergroot onder architectuur van Gust Daniëls. Het nieuwe schip, voorzien van steunberen, werd dwars op het oude gebouwd, dat daardoor de functie van transept kreeg. Het koor en de toren van de Waterstaatskerk bleven bewaard, al doet dit koor niet meer als zodanig dienst.

## Meubilair
De kerk bezit reliekhouders van de heiligen Monulphus en Gondulphus, uit de 2e helft van de 18e eeuw. In de doopkapel vindt men een gemarmerd houten portiekaltaar in barokstijl uit eind 17e eeuw. Veel meubilair, en ook de glas-in-loodramen, zijn afkomstig uit de Waterstaatskerk en dateren dus van omstreeks 1835. De preekstoel, uit 1938, is voorzien van keramiektegels.